# محاصره تفلیس
محاصره تفلیس (۶۲۷–۶۲۸) محاصره‌ای توسط امپراتوری بیزانس و خاقانات ترک غربی در سال‌های ۶۲۷–۶۲۸ علیه شاهزاده استفن یکم، حاکم دست‌نشانده ساسانی ویروزان بود.

## پیش‌زمینه
در طول محاصره قسطنطنیه، هراکلیوس با مردمی که منابع بیزانسی «خزرها» می‌نامیدند، تحت رهبری تون جبغو خان، که اکنون عموماً با خاقانات ترک غربی گوک‌ترک‌ها شناسایی می‌شوند، متحد شد، و او را با هدایای شگفت‌انگیز و وعده ازدواج با پورفیروگنیتا اودوکسیا اپیفانیا فریفت. پیش‌تر، در سال ۵۶۸، ترکان تحت رهبری ایستمی زمانی که روابطشان با ایران بر سر مسائل تجاری تیره شد، به بیزانس روی آوردند. ایستمی هیئتی به رهبری دیپلمات سغدی مانیا مستقیماً به قسطنطنیه فرستاد که در سال ۵۶۸ وارد قسطنطنیه و نه تنها ابریشم را به عنوان هدیه به ژوستین دوم پیشنهاد کرد، بلکه پیشنهادی برای اتحاد علیه ایران ساسانی ارائه کرد. ژوستین دوم موافقت کرد و هیئتی را به خاقانات ترک فرستاد و تجارت مستقیم ابریشم چینی مورد نظر سغدی‌ها را تضمین کرد.
در شرق، در سال ۶۲۵، ترکان از ضعف ساسانیان برای اشغال باختر و افغانستان امروزی تا سند استفاده کردند و یبغوهای تخارستان را تأسیس کردند. ترکان که در قفقاز مستقر بودند، با فرستادن ۴۰٬۰۰۰ نفر از مردان خود برای غارت ایران در سال ۶۲۶، به اتحاد پاسخ دادند و آغاز سومین جنگ ایران و ترکان را رقم زدند.
رقابت مداوم بین امپراتوری‌های بیزانس و ساسانی برای برتری در قفقاز و قیام ناموفق (۵۲۳) گرجی‌ها تحت رهبری واختانگ یکم پیامدهای وخیمی برای کشور داشت. پس از آن، پادشاه ایبری فقط قدرت اسمی داشت، در حالی که کشور عملاً توسط ایرانیان اداره می‌شد. در زمان تصدی وژان برزمهر که مرزبان ایبری بود، قدیس‌نامه‌های آن دوره نشان می‌داد که "پادشاهان" در تفلیس فقط مقام ماماساخلیسی را داشتند که به معنای "رئیس خاندان (سلطنتی)" است. هنگامی که پاکور سوم در سال ۵۸۰ درگذشت، دولت ایران تحت رهبری هرمز چهارم (۵۷۸–۵۹۰) از این فرصت برای لغو سلطنت ایبری استفاده کرد. ایبری به یک استان ایرانی تبدیل شد که از طریق حکومت مستقیم ایران و توسط مرزبانان ایرانی اداره می‌شد،

## محاصره
در سال ۶۲۷، هراکلیوس متحدان خود را در نزدیکی تفلیس ملاقات کرد و عملیات مشترک بیزانس و گوک‌ترک را برای محاصره تفلیس آغاز کرد، جایی که بیزانسی‌ها از منجنیق‌ها برای شکستن دیوارها استفاده کردند، که یکی از اولین کاربردهای شناخته شده توسط بیزانسی‌ها بود. در پاسخ، شاه ساسانی خسرو پرویز ۱٬۰۰۰ سوار را تحت فرماندهی ژنرال شهرپلنگ برای تقویت شهر فرستاد. محاصره بدون پیشرفت چندانی ادامه یافت و با حملات مکرر از سوی محاصره‌شدگان همراه بود. پس از دو ماه، خزرها به استپ عقب‌نشینی کردند و قول دادند تا پاییز بازگردند. تون جبغو خان، بوری شاد که پسر یا برادرزاده‌اش بود را مسئول چهل هزار نفری باقی‌مانده کرد که قرار بود در طول محاصره به هراکلیوس کمک کنند. طولی نکشید که اینها نیز رفتند و بیزانسی‌ها را برای ادامه محاصره به تنهایی رها کرده و باعث تمسخر محاصره‌شدگان شدند. در اواسط سپتامبر، در حالی که محاصره ادامه داشت، هراکلیوس به سمت جنوب حرکت کرد تا پایگاه خود را در بالای دجله امن کند. در ۱۲ دسامبر، او ساسانیان را در نبرد نینوا شکست داد و به سمت تیسفون حرکت کرد، اما قبل از رسیدن به پایتخت، خسرو پرویز توسط پسرش قباد کشته شد و در آوریل ۶۲۸ با هراکلیوس آتش‌بس کرد. آتش‌بس شکننده بود، زیرا متحدان هراکلیوس به جنگ در قفقاز ادامه دادند. در اواخر سال ۶۲۸، متحدان تفلیس را تصرف، آن را غارت و چپاول کردند، و استفن یکم زنده زنده پوست کنده شد. هراکلیوس، آذرنرسی یکم را بر تخت سلطنت ایبری قرار داد.